# Sidney Clute
Sidney Clute (Brooklyn, 21 aprile 1916 – Los Angeles, 2 ottobre 1985) è stato un attore statunitense.
Recitò dal 1946 al 1983 in oltre 30 film e dal 1953 al 1988 in oltre 110 produzioni televisive. Nel corso della sua carriera, fu accreditato anche con il nome Sid Clute.

## Biografia
Sidney Clute debuttò nel cinema a metà degli anni quaranta e alla televisione agli inizi degli anni cinquanta. Fu proprio la carriera sul piccolo schermo ad essere più fruttuosa; fu interprete, infatti, di diversi personaggi per serie televisive, tra cui il sergente Gerke in quattro episodi della serie Steve Canyon (1958-1959), il dottor Bernstein in due episodi della serie Mannix (1968), Pasco in due episodi della serie Daniel Boone (1969), oltre a due episodi con altri ruoli, il detective Simms in 10 episodi della serie Uno sceriffo a New York (1972-1977), Mr. Schwartz in due episodi della serie L'uomo da sei milioni di dollari (1975), l'editore nazionale in 11 episodi della serie Lou Grant (1978-1981), l'ispettore DeCarlo in due episodi della serie The Amazing Spider-Man (1978) e il detective Paul La Guardia in 68 episodi della serie Cagney & Lacey (1982-1988). 
Dagli anni cinquanta agli anni ottanta continuò a collezionare numerose presenze in decine di serie televisive come guest star o personaggio minore, talvolta con ruoli diversi in più di un episodio, come in due episodi di Letter to Loretta, quattro episodi di Steve Canyon, quattro episodi di Avventure in elicottero, due episodi di 87ª squadra, quattro episodi di Carovane verso il west, tre episodi di Perry Mason, tre episodi di Gli eroi di Hogan, sette episodi di Dragnet 1967, quattro episodi di Daniel Boone, quattro episodi di Room 222, tre episodi di Ironside, tre episodi di Io e i miei tre figli, quattro episodi di Vita da strega, quattro episodi di Cannon e tre episodi di Il tenente Kojak.
Collezionò inoltre diverse presenze per il cinema, recitando in ruoli più o meno secondari, come Henry Beery in Dodici uomini da uccidere (1959), Ben Harvey in L'urlo dei Marines (1961), il colonnello Ryker in Grido di battaglia (1963), Sheldon Levine in Un duro per la legge (1973), Rudy Moran in Uccidete Mister Mitchell e Mr. Johnson in Moses Wine detective (1978).
Terminò la carriera televisiva con un episodio postumo di New York New York. Per quanto riguarda le interpretazioni per il cinema, l'ultima è quella nel film La stangata 2 (1983).
Morì a Los Angeles il 2 ottobre 1985 e fu seppellito al Mount Sinai Memorial Park Cemetery.

## Filmografia

### Cinema
- I migliori anni della nostra vita (The Best Years of Our Lives), regia di William Wyler (1946)
- L'autocolonna rossa (Red Ball Express), regia di Budd Boetticher (1952)
- Il grande caldo (The Big Heat), regia di Fritz Lang (1953)
- La ragazza da 20 dollari (Wicked Woman), regia di Russell Rouse (1953)
- Squadra investigativa (Down Three Dark Streets), regia di Arnold Laven (1954)
- Il re dei barbari (Sign of the Pagan), regia di Douglas Sirk (1954)
- La principessa dei Moak (Mohawk), regia di Kurt Neumann (1956)
- La soglia dell'inferno (The Bold and the Brave), regia di Lewis R. Foster (1956)
- Supplizio (The Rack), regia di Arnold Laven (1956)
- Cortina di spie (5 Steps to Danger), regia di Henry S. Kesler (1957)
- Furia d'amare (Too Much, Too Soon), regia di Art Napoleon (1958)
- The Party Crashers, regia di Bernard Girard (1958)
- Il selvaggio e l'innocente (The Wild and the Innocent), regia di Jack Sher (1959)
- Dodici uomini da uccidere (Inside the Mafia), regia di Edward L. Cahn (1959)
- La febbre del delitto (Crime & Punishment, USA), regia di Denis Sanders (1959)
- Jovanka e le altre (5 Branded Women), regia di Martin Ritt (1960)
- L'urlo dei Marines (Then There Were Three), regia di Alex Nicol (1961)
- Grido di battaglia (Cry of Battle), regia di Irving Lerner (1963)
- Arrivano i russi, arrivano i russi (The Russians Are Coming, the Russians Are Coming), regia di Norman Jewison (1966)
- Ladri sprint (Fitzwilly), regia di Delbert Mann (1967)
- Lasciami baciare la farfalla (I Love You, Alice B. Toklas!), regia di Hy Averback (1968)
- Sam Whiskey, regia di Arnold Laven (1969)
- The Legend of Hillbilly John, regia di John Newland (1972)
- Un duro per la legge (Walking Tall), regia di Phil Karlson (1973)
- Azione esecutiva (Executive Action), regia di David Miller (1973)
- Win, Place or Steal, regia di Richard Bailey (1975)
- 10 secondi per fuggire (Breakout), regia di Tom Gries (1975)
- Uccidete Mister Mitchell (Mitchell), regia di Andrew V. McLaglen (1975)
- Le strabilianti avventure di Superasso (Viva Knievel!), regia di Gordon Douglas (1977)
- F.I.S.T., regia di Norman Jewison (1978)
- Moses Wine detective (The Big Fix), regia di Jeremy Kagan (1978)
- ...e giustizia per tutti (...And Justice for All), regia di Norman Jewison (1979)
- La stangata 2 (The Sting II), regia di Jeremy Kagan (1983)

### Televisione
- Adventures of Superman – serie TV, un episodio (1953)
- Squadra mobile (Racket Squad) – serie TV, un episodio (1953)
- Police Call – serie TV, un episodio (1954)
- Schlitz Playhouse of Stars – serie TV, un episodio (1954)
- I Married Joan – serie TV, un episodio (1954)
- The Lineup – serie TV, un episodio (1954)
- Waterfront – serie TV, un episodio (1954)
- TV Reader's Digest – serie TV, episodio 1x21 (1955)
- The Man Behind the Badge – serie TV, un episodio (1955)
- La pattuglia della strada (Highway Patrol) – serie TV, un episodio (1955)
- Dragnet – serie TV, 3 episodi (1956-1959)
- Chevron Hall of Stars – serie TV, un episodio (1956)
- Lux Video Theatre – serie TV, un episodio (1956)
- Gunsmoke - serie TV, episodio 2x05 (1956)
- The Millionaire – serie TV, 2 episodi (1957-1959)
- Avventure in elicottero (Whirlybirds) – serie TV, 4 episodi (1957-1959)
- Sheriff of Cochise – serie TV, un episodio (1957)
- Official Detective – serie TV, un episodio (1957)
- Letter to Loretta – serie TV, 2 episodi (1958-1959)
- Steve Canyon – serie TV, 4 episodi (1958-1959)
- Perry Mason – serie TV, 3 episodi (1958-1965)
- Playhouse 90 – serie TV, un episodio (1958)
- Navy Log – serie TV, episodio 3x26 (1958)
- Ricercato vivo o morto (Wanted: Dead or Alive) – serie TV, un episodio (1958)
- Indirizzo permanente (77 Sunset Strip) – serie TV, un episodio (1958)
- Il tenente Ballinger (M Squad) – serie TV, un episodio (1959)
- Trackdown – serie TV, un episodio (1959)
- Westinghouse Desilu Playhouse – serie TV, episodio 2x12 (1960)
- 87ª squadra (87th Precinct) – serie TV, 2 episodi (1961-1962)
- Scacco matto (Checkmate) – serie TV, episodio 1x16 (1961)
- Harrigan and Son – serie TV, un episodio (1961)
- Hennesey – serie TV, un episodio (1961)
- The New Breed – serie TV, episodio 1x11 (1961)
- The Dick Powell Show – serie TV, episodio 1x14 (1961)
- Ben Casey – serie TV, 5 episodi (1962-1965)
- Carovane verso il west (Wagon Train) – serie TV, 4 episodi (1963-1964)
- Il dottor Kildare (Dr. Kildare) – serie TV, un episodio (1963)
- The Jack Benny Program – serie TV, un episodio (1964)
- The Beverly Hillbillies – serie TV, un episodio (1964)
- Io e i miei tre figli (My Three Sons) – serie TV, 3 episodi (1965-1970)
- Wendy and Me – serie TV, un episodio (1965)
- Slattery's People – serie TV, 2 episodi (1965)
- Petticoat Junction – serie TV, un episodio (1965)
- Laredo – serie TV, un episodio (1965)
- Il fuggiasco (The Fugitive) – serie TV, 2 episodi (1966-1967)
- Gli eroi di Hogan (Hogan's Heroes) – serie TV, 3 episodi (1966-1967)
- Vita da strega (Bewitched) – serie TV, 4 episodi (1966-1971)
- Squadra speciale anticrimine (The Felony Squad) – serie TV, episodi 2x03-3x05 (1967-1968)
- Quella strana ragazza (That Girl) – serie TV, 2 episodi (1967-1969)
- Dragnet 1967 – serie TV, 7 episodi (1967-1970)
- F.B.I. (The F.B.I.) – serie TV, un episodio (1967)
- Amore in soffitta (Love on a Rooftop) – serie TV, un episodio (1967)
- Get Smart – serie TV, un episodio (1967)
- Al banco della difesa (Judd for the Defense) – serie TV, un episodio (1967)
- The Second Hundred Years – serie TV, un episodio (1967)
- Iron Horse – serie TV, episodio 2x14 (1967)
- Ironside – serie TV, 3 episodi (1968-1970)
- Strega per amore (I Dream of Jeannie) – serie TV, un episodio (1968)
- Mannix – serie TV, 2 episodi (1968)
- La grande vallata (The Big Valley) – serie TV, 2 episodi (1968)
- Daniel Boone – serie TV, 4 episodi (1969-1970)
- Room 222 – serie TV, 4 episodi (1969-1970)
- Operazione ladro (It Takes a Thief) – serie TV, episodio 2x23 (1969)
- The Good Guys – serie TV, un episodio (1969)
- Medical Center – serie TV, un episodio (1969)
- Doris Day Show (The Doris Day Show) – serie TV, un episodio (1970)
- Il virginiano (The Virginian) – serie TV, episodio 9x13 (1970)
- Mistero in galleria (Night Gallery) – serie TV, un episodio (1971)
- Mary Tyler Moore Show (Mary Tyler Moore) – serie TV, un episodio (1971)
- Mod Squad, i ragazzi di Greer (The Mod Squad) – serie TV, un episodio (1971)
- Terror in the Sky – film TV (1971)
- Missione impossibile (Mission: Impossible) – serie TV, un episodio (1971)
- Due onesti fuorilegge (Alias Smith and Jones) – serie TV, un episodio (1971)
- Adam-12 – serie TV, un episodio (1971)
- Cannon – serie TV, 4 episodi (1972-1975)
- Uno sceriffo a New York (McCloud) – serie TV, 10 episodi (1972-1977)
- McMillan e signora (McMillan & Wife) – serie TV, un episodio (1972)
- Marcus Welby (Marcus Welby, M.D.) – serie TV, un episodio (1972)
- Kojak – serie TV, 3 episodi (1973-1977)
- I nuovi medici (The Bold Ones: The New Doctors) – serie TV, un episodio (1973)
- La strana coppia (The Odd Couple) – serie TV, un episodio (1973)
- A tutte le auto della polizia (The Rookies) – serie TV, un episodio (1973)
- Here's Lucy – serie TV, un episodio (1973)
- The Death Squad – film TV (1974)
- Chase – serie TV, un episodio (1974)
- Barnaby Jones – serie TV, un episodio (1974)
- The Michele Lee Show – film TV (1974)
- Thursday's Game – film TV (1974)
- Chico (Chico and the Man) – serie TV, un episodio (1974)
- Le strade di San Francisco (The Streets of San Francisco) – serie TV, un episodio (1974)
- Lucas Tanner – serie TV, un episodio (1974)
- Arcibaldo (All in the Family) – serie TV, un episodio (1975)
- That's My Mama – serie TV, un episodio (1975)
- Kolchak: The Night Stalker – serie TV, un episodio (1975)
- L'uomo da sei milioni di dollari (The Six Million Dollar Man) – serie TV, 2 episodi (1975)
- Bronk – serie TV, un episodio (1975)
- Ultimo indizio (Jigsaw John) – serie TV, un episodio (1976)
- Poliziotto di quartiere (The Blue Knight) – serie TV, un episodio (1976)
- Helter Skelter – film TV (1976)
- Charlie's Angels – serie TV, 2 episodi (1977-1978)
- Lou Grant – serie TV, 11 episodi (1977-1981)
- Fish – serie TV, un episodio (1977)
- Agenzia Rockford (The Rockford Files) – serie TV, un episodio (1977)
- Hawaii squadra cinque zero (Hawaii Five-O) – serie TV, un episodio (1977)
- Squadra emergenza (Emergency!) – serie TV, un episodio (1978)
- Quincy (Quincy M.E.) – serie TV, un episodio (1978)
- The Amazing Spider-Man – serie TV, 2 episodi (1978)
- Galactica (Battlestar Galactica) - serie TV, episodio 1x22 (1979)
- CHiPs – serie TV, un episodio (1979)
- Fugitive Family – film TV (1980)
- Alcatraz: The Whole Shocking Story – film TV (1980)
- Terror Among Us – film TV (1981)
- New York New York (Cagney & Lacey) – serie TV, 68 episodi (1982-1988)

## Doppiatori italiani
Nelle versioni in italiano delle opere in cui ha recitato, Sidney Clute è stato doppiato da:
- Gianfranco Bellini in Arrivano i russi, arrivano i russi
- Piero Tiberi in Charlie's Angels (ep. 1x16)
- Mario Mastria in Charlie's Angels (ep. 3x12)
- Arturo Dominici in ...e giustizia per tutti